# Вебер, Ева
Ева Вебер (нем. Eva Weber; род. 31 мая 1977, Ванген-им-Алльгой, ФРГ) — немецкий политик (ХСС). 1 мая 2020 года она стала первой женщиной-обер-бургомистром в истории Аугсбурга.

## Биография
Ева Вебер провела детство в своем родном городе Бургберге в Алльгое. В 1996 году окончила среднюю школу в Зонтхофене. Она — дочь политического деятеля ХСС, бывшего государственного секретаря Альфонса Зеллера. С 1996 по 2002 год изучала право в Аугсбурге и Байройте. Затем последовала двухлетняя юридическая стажировка в Нюрнберге. Её первые профессиональные должности были в Баварской ассоциации сберегательных банков, а с 2005 по 2009 год — в Торгово-промышленной палате Швабии. В апреле 2009 года Ева Вебер перешла в экономический отдел города Аугсбург на должность экономического координатора и ведомственного юриста. Когда в августе 2010 года тогдашний экономический советник заболел, она стала главой экономического отдела. А в июле 2011 года она, наконец, была назначена его преемницей на посту профессионального советника и бизнес-консультанта.

## Политическая деятельность
На местных выборах 16 марта 2014 года Ева Вебер впервые заняла четвёртое место в списке ХСС. Набрав 41 710 голосов, она достигла второго лучшего результата в списке CSU и третьего лучшего результата среди всех 588 кандидатов (после действующего обер-бургомистра Курта Грибля, набравшего 65 840 голосов и главного кандидата от СДПГ Штефана Кифера, который набрал 44 656 голосов). В период работы городского совета с мая 2014 года Вебер занимала двойную должность —экономического и финансового советника. Эти две задачи ранее были выполнены в двух отдельных презентациях. Кроме того, на учредительном собрании 2 мая 2014 года она была избрана вторым бургомистром города Аугсбург и, соответственно, заместителем обер-бургомистра Курта Грибля. 
24 июля 2023 года  стало известно, что Ева Вебер  вновь собирается баллотироваться на пост обер-бургомистра в 2026 году.

## Личная жизнь
Вебер замужем и живёт в центре Аугсбурга.

## Выборы на пост обер-бургомистра Аугсбурга
27 мая 2019 года Вебер была выдвинута ХСС Аугсбурга кандидатом в обер-бургомистры на местных выборах 15 марта 2020 года. Набрав 43,1 % против 18,1 %, она вышла во второй тур выборов с явным отрывом. 29 марта 2020 года она выиграла выборы, набрав 62,3 % по сравнению со своим соперником из СДПГ Дирком Вурмом, который набрал 37,7 %. Таким образом, с 1 мая 2020 года Ева Вебер является новым обер-бургомистром Аугсбурга.

## Повторое выдвижение на пост обер-бургомистра Аугсбурга
Ева Вебер будет баллотироваться на пост обер-бургомистра Аугсбурга на муниципальных выборах 2026 года. 19 мая 2025 года она была официально выдвинута кандидатом от Христианско-социального союза (ХСС). На партийной конференции в Аугсбурге Вебер получила 77,7% голосов делегатов. Хотя это ниже, чем её результат шесть лет назад (97%), она остаётся основным кандидатом от ХСС на предстоящих выборах.
Ранее, в июле 2023 года, Вебер уже заявляла о своём намерении баллотироваться на второй срок, подчеркнув свою приверженность работе в Аугсбурге и опровергнув слухи о возможном переходе в баварскую земельную политику.
Муниципальные выборы в Аугсбурге запланированы на март 2026 года. Ожидается, что другие партии, включая СДПГ и Зелёных, в ближайшие месяцы представят своих кандидатов.